# Дюрак, Мирослав
Мирослав Дюрак (словац. Miroslav Ďurák; род. 9 июня 1981 года, Топольчани, Чехословакия) — бывший словацкий хоккеист, игравший на позиции защитника.

## Карьера
Воспитанник хоккейной школы ХК «Топольчани». Выступал за ХК «Топольчани», «Де-Мойн Баккенирс» (ХЛСШ), «Шербрук Касторс» (QMJHL), «Акади-Батерст Тайтен» (QMJHL), «Толедо Сторм» (ECHL), «Милуоки Адмиралс» (АХЛ), ХК «Ческе Будеевице», «Оцеларжи», «Слован» (Братислава), «Ружинов-99» (Братислава), ХК «Злин», ХК 36 Скалица», ХК Нитра.
В составе национальной сборной Словакии провел 6 матчей. В составе молодежной сборной Словакии участник чемпионата мира 2001.